# La Femme du gréviste
 (avril 2024).
La femme du gréviste est une œuvre de Alfred Philippe Roll représentant la femme d'un gréviste avec ses enfants. Cette œuvre est exposée au Musée Baron-Martin.

## Contexte
Alfred Philippe Roll est né à Paris en 1846. Ce peintre est un portraitiste, mais il a également peint des paysages, des scènes de genre, des scènes militaires et des marines.
Il débute comme dessinateur d’ornements, puis entre à l’école des Beaux-arts où il a été élève de Jean-Léon Gérôme, de Léon Bonnat et de Henri Harpignies. Il  a voyagé ensuite aux Pays-Bas, en Allemagne et en Belgique où il a fréquenté les musées. Il  a débuté au salon en 1870, avec les œuvres Environs de Baccarat et Le soir. Il  a obtenu une médaille de troisième classe en 1875 et une autre de première classe en 1883. Il est hors concours en 1889. Il est président de la société Nationale de Beaux-arts dont il est l’un des fondateurs commandeurs de la légion d’honneur en 1900 (Exposition universelle).

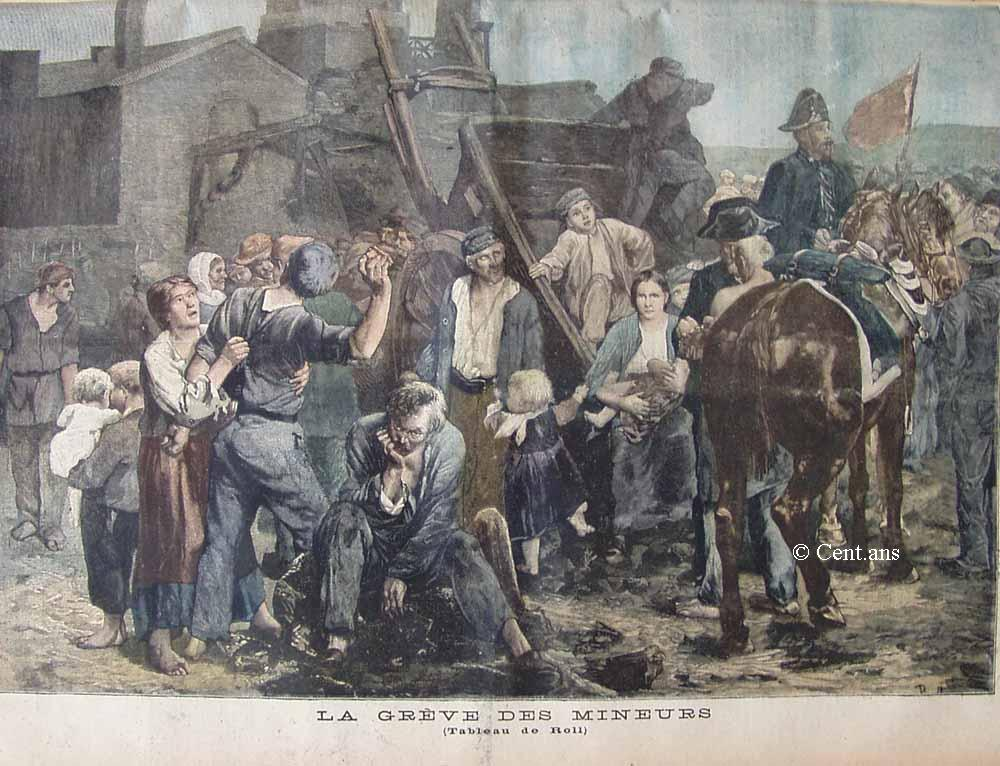
Illustration dans le Petit Journal du 1er Octobre 1892 du tableau de Roll

Ce tableau est une étude pour un grand tableau de 1884 gravé par Eugène Fornet en 1890. Dans ce tableau la femme est placée derrière deux gendarmes qui arrête un mineur tandis que son deuxième enfant donne la main à son père, mineur lui aussi.

## Description
Ce tableau présente au premier plan une mère assise sur une chaise ou un fauteuil qu'on ne distingue pas, elle est en train d’allaiter son enfant. Cette femme a un regard hagard, elle est vêtue d’une jupe sombre et d’un haut clair. Ses cheveux foncés sont rassemblés en chignon.
L’enfant qu’elle allaite n’a pas de visage il n'a que ses cheveux blonds qui contrastent avec les couleurs sombres qui constituent le tableau. L’enfant a sa gauche, derrière son épaule qui tourne la tête au spectateur n'affiche pas non plus son visage.
L’arrière-plan est quant a lui plongé dans l’obscurité. L’ensemble est traité sobrement dans une tonalité grise et brune.

## Analyse
Dans une logique d’humanisme sombre et de pessimisme radical, Roll fait le choix de la laisser la femme seule défaite. Dans son rôle de mère nourricière, elle serre autour d’elle ses deux jeunes enfants sans visages. Telle une forme constituant une seule entité, une même âme fracturée par un capitalisme industriel sauvage. La présence des enfants y ajoute un surcroit de tension dramatique par empoisonnement de l’innocence. La silhouette accablée de la jeune femme allaitant sera renouvelée ultérieurement dans La Nourrice (vers 1890).
Les contours d’un lieu hostile tout de noirceur et une angoisse sourde qui vire insidieusement au drame. Les couleurs sont là pour réfléchir et absorber la détresse de la condition humaine.

## Vie du tableau
Alfred Roll fut assez satisfait de cette étude pour l’offrir à son ami Albert Besnard qui à son tour la céda à Edmond Pigalle, donateur du musée Baron-Martin.
Le tableau est présenté à plusieurs reprises dans des expositions ayant trait au monde du travail avec l'exposition Le Travail à l'écomusée du Creusot en 1978, puis Peinture et Société de 1982 à 1984 (présenté dans différents musées comtois), Images du travail au musée Léger en 1985 et enfin Images of woman and ideas of Nation 1789-1989 en 1989 à Londres et Liverpool,.